# 天卫二十三
天卫二十三，又称玛格丽特（英語：Margaret），是天王星卫星中唯一已知的顺行不规则卫星，于2003年由斯科特·谢帕德和大卫·朱维特等人发现，并被临时命名为S/2003 U 3。 S/2003 U 3在经确认为天王星的第23个卫星后，以威廉·莎士比亚的歌剧《无事生非》中希洛的女仆玛格丽特为名。

## 軌道

天卫二十三与其他天王星不规则卫星的轨道参数。纵轴为轨道倾角，轨道离心率以近心点到远心点延伸的线段表示。

天卫二十三是天王星唯一的顺行不规则卫星，其轨道参数在不规则卫星中独一无二。天卫二十三的轨道倾角为57°，十分接近能够维持稳定的极限。由于古在机制，60 < i < 140这段倾角范围中不存在已知的卫星。在这个不稳定性区域中的卫星，自远心点的太阳摄动会使得其获得较大的离心率，进而导致碰撞或在1亿到10亿年内被弹射出系统。天卫二十三的拱线进动周期（Pw）接近160万年，在遥远的未来，天卫二十三也可能被弹射出天王星系统。
天卫二十三的轨道受到太阳和行星的扰动，因此其轨道参数在短时间尺度上是可变的。在8000年的时间尺度上，天卫二十三的平均轨道离心率为0.68。在2010年，天卫二十三的离心率增加到0.81，使其暂时成为太阳系中离心率最大的卫星，但以平均离心率来比较，海卫二（内勒德）仍以0.75居太阳系之冠。

## 外部連結
- Margaret Profile （页面存档备份，存于） by NASA's Solar System Exploration （页面存档备份，存于）
- David Jewitt pages （页面存档备份，存于）
- Uranus' Known Satellites (by Scott S. Sheppard)
- Ephemeris IAU-NSES Archive.today的存檔，存档日期2011-05-20